# Wells Fargo Center (Salt Lake City)
Het Wells Fargo Center, voorheen bekend als het American Stores Center, is een wolkenkrabber in Salt Lake City. Het kantoorgebouw, dat staat aan 299 South Main Street, is gebouwd door Howa Construction, Inc. en door HKS, Inc. in postmoderne stijl ontworpen. Met een hoogte van 128,63 is dit het hoogste gebouw van de stad. Het heeft naast 26 bovengrondse en 9 ondergrondse verdiepingen, ook een totale oppervlakte van 52.954 vierkante meter, waarvan 49.728 bruikbaar is. Het gebouw bevat 13 liften. Er zijn meerdere Wells Fargo Center's voorbeelden hiervan zijn die in Los Angeles en in Minneapolis.